# بانی دون (ادمونتون)
بانی دون (به انگلیسی: Bonnie Doon) یک محله در کانادا است که در ادمونتون واقع شده‌است. بانی دون ۱٫۵ کیلومتر مربع مساحت و ۴٬۵۵۰ نفر جمعیت دارد و ۶۶۵ متر بالاتر از سطح دریا واقع شده‌است.